# Gypsophila obconica
Gypsophila obconica är en nejlikväxtart som beskrevs av Youssef Ibrahim Barkoudah. Gypsophila obconica ingår i släktet slöjor, och familjen nejlikväxter. Inga underarter finns listade i Catalogue of Life.